# Алтай (аймак Ховд)
Алтай (монг.: Алтай) — сомон аймаку Ховд, Монголія. Площа 13,1 тис. км², населення 2,2 тис. В основному живуть представники етнічної групи захчин. Центр сомону лежить за 1700 км від Улан-Батора, за 320 км від міста Кобдо.

## Рельєф
Високі гори Бурегт, Іх Нуруу, Улаан Хайрхан, Алаг Техт, Будуун Хар. Ріки Ангирт, Бодончийн.

## Клімат
Клімат різко континентальний.

## Корисні копалини
Сомон багатий природними ресурсами: вугіллям, кольоровими металами.

## Соціальна сфера
Є школа, лікарня, культурний і торговельно-обслуговуючий центри.